# Çò des de Benosa
Çò des de Benosa és un edifici del municipi de Bossòst (Vall d'Aran) inclòs en l'Inventari del Patrimoni Arquitectònic de Catalunya.

## Descripció
Casa d'estructura rectangular assentada en el desnivell amb un cos afegit en la part superior, i les antigues "bordes" a banda i banda del carrer.
La façana orientada a llevant, paralela a la "capièra" presenta un primer nivell destinat a "cava" en el sòcol i obertures de fusta en les dues plantes (3-3); damunt del ràfec motllurat, comparteixen dues llucanes, una "humenèja" a cada extrem, i la "trapa" d'accés en el crestall.
La coberta d'encavallades de fusta suporta un llosat de pissarra, de dos vessants, amb "penaus" en la banda septentrional, i un "tresaigües" amb una "lucana" i una "boca de lop" en la banda de migdia, el qual aixopluga una balconada de fusta (nova). La façana principal és ornada per una franja horitzontal entre dues plantes, i sengles contraforts en les cantonades que imiten carreus.

## Història
Ja l'any 1313, en la primera relació dels caps de casa de Bossòst, compareix un Romeu de Benosa com a representant de la vila. En el segle xvii els Benosa foren ferms partidaris de Felip IV de Castella, i s'hi documenten almenys tres branques: els Jamiuch, els Mossur i els Benosa i Berat que emparentaren amb els barons de Les. En aquest sentit el qüestionari de Francisco de Zamora destaca la casa noble del senyor Joan Bòssost i Benosa, anomenada la del Capdet de Bossòst, si bé el comú de la dita vila protestà contra bona part dels seus honors, per la qual cosa s'havia obert causa en la Reial Audiència de Barcelona (1788) Els Bossòst provenien dels primers castlans de la població